# 汾河谷地
汾河谷地又称汾河川，位于山西省中南部，原为东北-西南走向的新层地堑。南接渭河平原，北接滹沱河谷地。
从霍山口，可将其分成两个部分：以北也称为太原盆地，海拔多在700~800米，方言基本上属于晋语并州片；以南称为为临汾盆地，海拔多在400~500米，方言多属于中原官话汾河片。汾河谷地地区是山西省人口的主要密集区域，土地肥沃，灌溉条件优越，是山西省重要的粮食产区，其中太原盆地，还是明、清时的晋商故里，晋剧发源地，以及山西老陈醋、杏花村汾酒的产地。